# Coelossia
Coelossia is een geslacht van spinnen uit de  familie van de wielwebspinnen (Araneidae).

## Soorten
- Coelossia aciculata Simon, 1895
- Coelossia trituberculata Simon, 1903